# うるま市立平敷屋小学校
うるま市立平敷屋小学校（うるましりつ へしきやしょうがっこう）は、沖縄県うるま市勝連平敷屋にある公立小学校。

## 沿革
- 1980年（昭和55年）4月1日 - 町制施行により、勝連町立平敷屋小学校に改称。
- 2005年（平成17年）4月1日 - 市町合併により、うるま市立平敷屋小学校に改称。

## 通学区域
- うるま市勝連平敷屋

## 周辺
- 平敷屋港 - 津堅島への玄関口
- ホワイト・ビーチ地区 - 米軍施設
- カンナ崎（勝連崎） - 勝連半島先端

## アクセス

### バス
- 平敷屋下車、南東へ500m
  - 22系統（那覇バスターミナルから；琉球バス交通）
  - 227系統（おもろまち駅前広場から；琉球バス交通・沖縄バス）

系統の詳細は沖縄本島のバス路線を参照。

### 道路
- 沖縄県道8号線から平敷屋漁港方向へ坂を下る
- 沖縄県道239号与那城具志川線 平敷屋漁港から坂を上る